# Elisabeth Bormann (Diakonisse)
Elisabeth Bormann (Schwester Elisabeth) (* 3. November 1912 in Witten; † 18. November 1991 Witten) war eine Diakonisse.
Schwester Elisabeth wurde in Witten geboren und wuchs im Kreis von fünf Geschwistern auf. Nach einer Hauswirtschaftslehre trat sie mit 19 Jahren ins Mutterhaus ein, um Diakonisse zu werden. Es folgten eine Krankenhauspflegeausbildung und diakonisch-theologische Kurse, bevor sie am 4. Mai 1938 ins Amt eingesegnet wurde.
Zunächst war sie in den Evangelischen Krankenhäusern in Hamm, Gelsenkirchen und Hattingen tätig, bevor sie 1947 ihren Dienst als Gemeindeschwester in der Kirchengemeinde Brambauer antrat. 30 Jahre wirkte sie dort in der Krankenpflege, aber auch als engagierte Mitarbeiterin der Gemeinde und Leiterin der Frauenhilfe. Ihren Lebensabend verbrachte sie im Martin-Graeber-Haus in Witten.
Auf Vorschlag der Gemeinde wurde am 21. Juni 2009 eine Straße in Brambauer nach ihr benannt: der Schwester-Elisabeth-Weg.